# Piața Av. Stan Săraru din Buzău
Piața Av. Stan Săraru este prima și în același timp cea mai mare piață agroalimentară modernă a municipiului Buzău. A fost concepută în stil cubist, fiind proiectată și construită de cunoscutul arhitect român Duiliu Marcu. Ea este realizarea cea mai importantă a primarului interbelic Stan Săraru în efortul său de a moderniza Buzăul.

## Istoric
Proiectul a fost aprobat de Consiliul Tehnic Superior prin jurnalul nr. 172 din 31 iulie 1934, iar pentru execuție s-a contractat un împrumut de 30.000 lei. În octombrie 1934 s-a introdus instalația electrică, iar la 20 aprilie 1935 s-a alcătuit Regulamentul pentru administrarea, funcționarea și întreținerea pieței orașului Buzău. Contractul de lucrări s-a încheiat la 4 septembrie 1934 cu Societatea Edilitatea din București, conform licitației din 28 august 1934, iar  proiectul a fost întocmit de arhitectul Duiliu Marcu din București, tot el fiind și diriginte de șantier. Costul lucrărilor a fost estimat la 9.409.291 lei.
După Revoluția Română din 1989, prin Decizia Prefecturii Buzău nr. 137 din 3 mai 1991, piața primește numele inițiatorului ei, avocatul Stan Săraru. În decursul timpului importanța ei economică crește continuu, este lărgită și renovată de mai multe ori și este acoperită în întregimea ei.

## Arhitectură
Piața este pentru perioada interbelică o construcție remarcabilă care portă cu sine amprenta stilului  modernist în arhitectură. Ea pune în evidență un suflu de noutate în arhitectura urbană locală și mai ales o viziune nouă asupra spațiului locuibil având caracteristicele stilului cubist. Construcțiile de acest gen sunt puternic geometrizate, părând că totul se reduce la un univers de scheme geometrice și de cuburi. Este un ansamblu urbanistic la propriu avangardist. Chiar și dispunerea spațiilor comerciale crează un nou ideal de ordine și de igienă. Un astfel de stabiliment comercial poate să pară, pentru lumea tradiționalistă din acea epocă, îndrăzneț dacă nu chiar excentric.

## Descriere
La încheierea lucrărilor, pe unul din pilonii porții centrale de acces s-a fixat o placă comemorativă cu următorul text: Construcția acestui ansamblu urbanistic a fost hotărâtă în ședința din 17 august 1934 de către consiliul comunal format din: Stan Săraru, primar; Petre N.Oprescu, Vasile G.Dumitrescu și Nae Iordache, ajutori de primar; Jaures Benea, Elisa Popovici, Justin Stănescu, Alexandru Raiciu, Cristea Teodoru, Nicolae Smeianu, Ștefan Teodorescu, Alexandru Tunaru, Ștefan Matei, Stere Simionescu, Nicolae Miulescu, Nicu Bucur, Teodor Georgescu, căpitanul Dumitru  Staicovici, Gheorghe Anghel, Coman Georgescu, Iancu Movileanu, Iancu Marcovici, Emanoil Homoriceanu, Florica Anastasiu, Valeriu Trandaf, Constantin Ionescu–Smeianu, Nicolae I.Dragomirescu, Constantin Mănăilă, Gheorghe Marinescu – consilieri aleși și Gheorghe V. Stănescu, Nicolae Alexandrescu, preot Grigore Popescu, rabin Simon Bercovici, Necula Stoicescu, Remus Nestor, dr. C. Panaitescu, dr. veterinar D. Teodorescu, Ion Diaconescu, Vasile M.Teodoru, consilieri de drept.
Proiectul inițial includea o hală de carne cu 21 boxe, o alta de pește cu 10 boxe, o hală de alimente și alta de păsări, restaurant, oficiu poștal, chioșc pentru comercializarea laptelui, 47 boxe pentru zarzavat, 13 boxe pentru fructe, inclusiv instalațiile aferente, apele reziduale fiind colectate de fose septice.
În 2019 piața se prezintă astfel: suprafață totala 5230 mp, suprafață platou (60 tarabe pentru citrice, 440 tarabe pentru legume și fructe) acoperită în totalitate 1668,4 mp, pavele din beton. Dotare: tonete cu suprafață din beton mozaicat, cu spațiu de păstrarea mărfurilor, cu posibilitatea de închidere, cu protecție și aerisire, sursă apa potabilă, curent electric, canalizare, acoperire platou din poliplan, hidranți incendiu.